# Banana Kong
Banana Kong — мобильная видеоигра в жанре бесконечного раннера, разработанная компанией FDG Entertainment для операционных систем Android и iOS. Выпуск состоялся 24 января 2013 года. Игровой процесс построен вокруг гориллы, убегающей от нескончаемого потока банановой кожуры.

## Игровой процесс
Игровой процесс основан на управлении гориллой, убегающей от волны банановой кожуры. Прыжки осуществляются касанием экрана. Собирая бананы в процессе забега, игрок заполняет индикатор энергии. При достижении максимального значения индикатора появляется возможность выполнить рывок смахиванием вправо, что позволяет оторваться от преследования и преодолеть некоторые преграды. Помимо основной локации в джунглях, игра включает дополнительные зоны: пещеру, океан, пляж и верхушки деревьев. Каждой локации соответствует своё животное-помощник: тукан, кабан, черепаха, змея и жираф.
Цель игры заключается в преодолении максимальной дистанции с уклонением от препятствий. Забег завершается при столкновении с препятствием или при настижении персонажа волной банановой кожуры. Скорость игры постепенно увеличивается, что повышает сложность прохождения. После завершения забега собранные бананы можно обменять на улучшения, позволяющие увеличить дистанцию последующих попыток. Каждая покупка улучшений провоцирует новую волну преследования. Игра также содержит систему достижений, выполняемых как в рамках одного забега, так и за несколько попыток.

## Оценки
| Иноязычные издания | Иноязычные издания |
| Издание            | Оценка             |
| ------------------ | ------------------ |
| IGN                | 6/10               |

Banana Kong получила в целом положительные отзывы критиков. Надя Оксфорд из Gamezebo высоко оценила проект. Джастин Дэвис из IGN отметил привлекательное визуальное оформление и простоту освоения управления, однако указал на отсутствие отличительных особенностей от других игр жанра бесконечного раннера.

## Продолжение
12 июля 2022 года на платформах Android и iOS вышло продолжение игры — Banana Kong 2. Сиквел отличается расширенным набором карт, дополнительными игровыми персонажами-животными, новыми событиями и улучшенной графикой.